# Frosista
 (décembre 2021).
FROSISTA est une marque de caviar fabriquée par Sichuan Runzhao Fisheries Co., Ltd. de Chine. L'entreprise, avec ses propres fermes d'esturgeons et installations de transformation, a produit 24,1 tonnes de caviar en 2020, ce qui en fait l'un des principaux producteurs de caviar au monde et se partage 8 % du marché mondial.

## Histoire
Fondée en 2006, Sichuan Runzhao Food Co., Ltd. est une entreprise de pêche en tant que directeur de l'Association nationale chinoise pour la conservation de la faune aquatique (NAWCA) et l'un des fondateurs de la China Sturgeon Industry Alliance. L'usine de transformation du caviar a été construite en 2012 et la marque FROSISTA a été enregistrée en 2015.

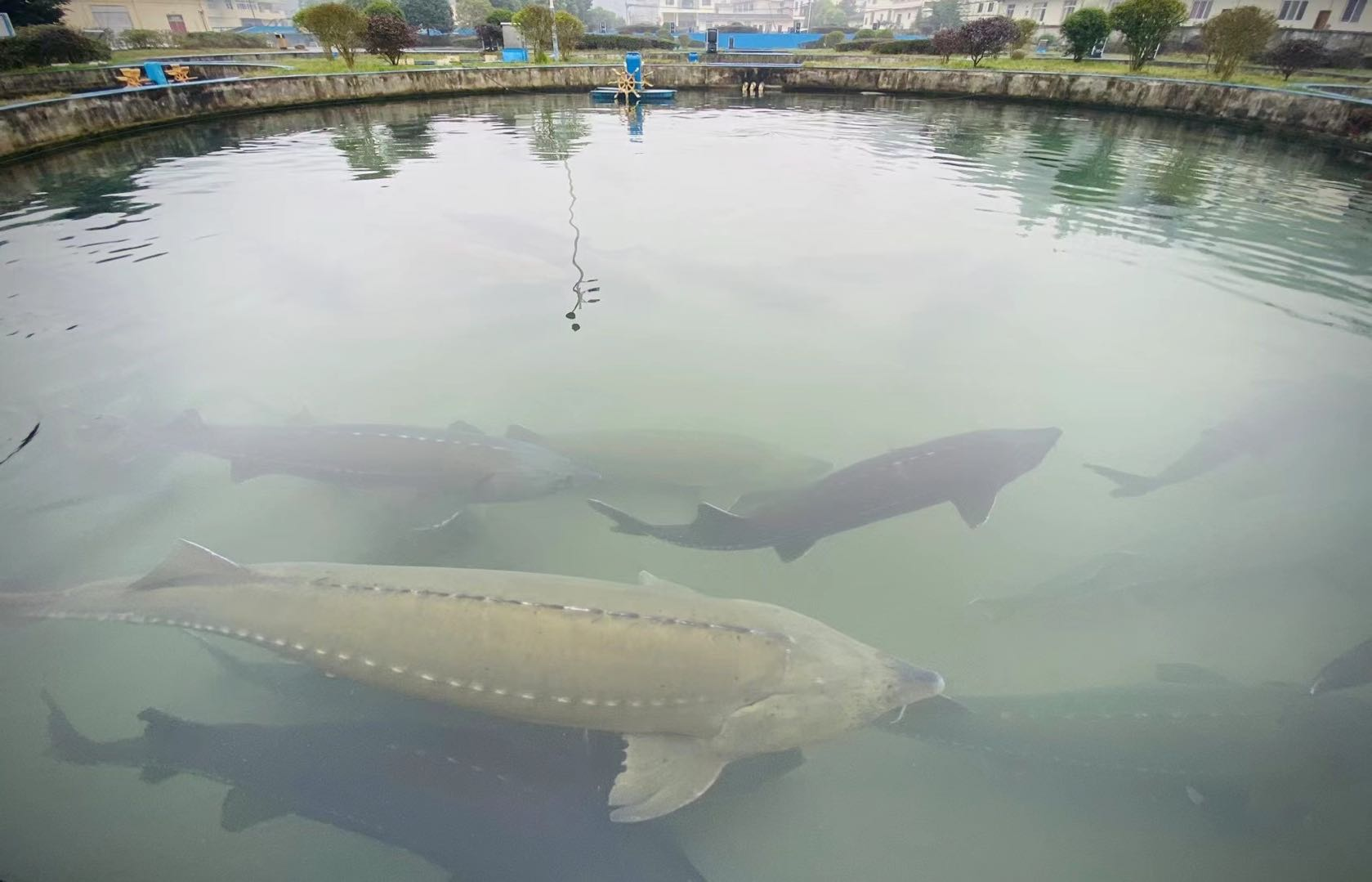
Sturgeon in pond Sichuan

Historiquement, les esturgeons étaient pêchés dans la mer Caspienne et leurs œufs vendus sous forme de caviar principalement par la Russie et l'Iran. La surpêche des esturgeons a conduit à la quasi-extinction de plusieurs espèces. Depuis 1998, le commerce international de toutes les espèces d'esturgeons et de produits apparentés est réglementé par la CITES(Convention on International Trade in Endangered Species of Wild Fauna and Flora). Le caviar est traditionnellement un secteur d'exportation pour les entreprises chinoises, qui sont entrées en masse sur le marché après la fermeture de la production de caviar sauvage iranien et russe en raison de la surpêche.

## Production
La production d'esturgeons de la province du Sichuan se classe parmi les meilleures en Chine, et la température de croissance appropriée de l'esturgeon est maintenue à 5-20 °C toute l'année. 

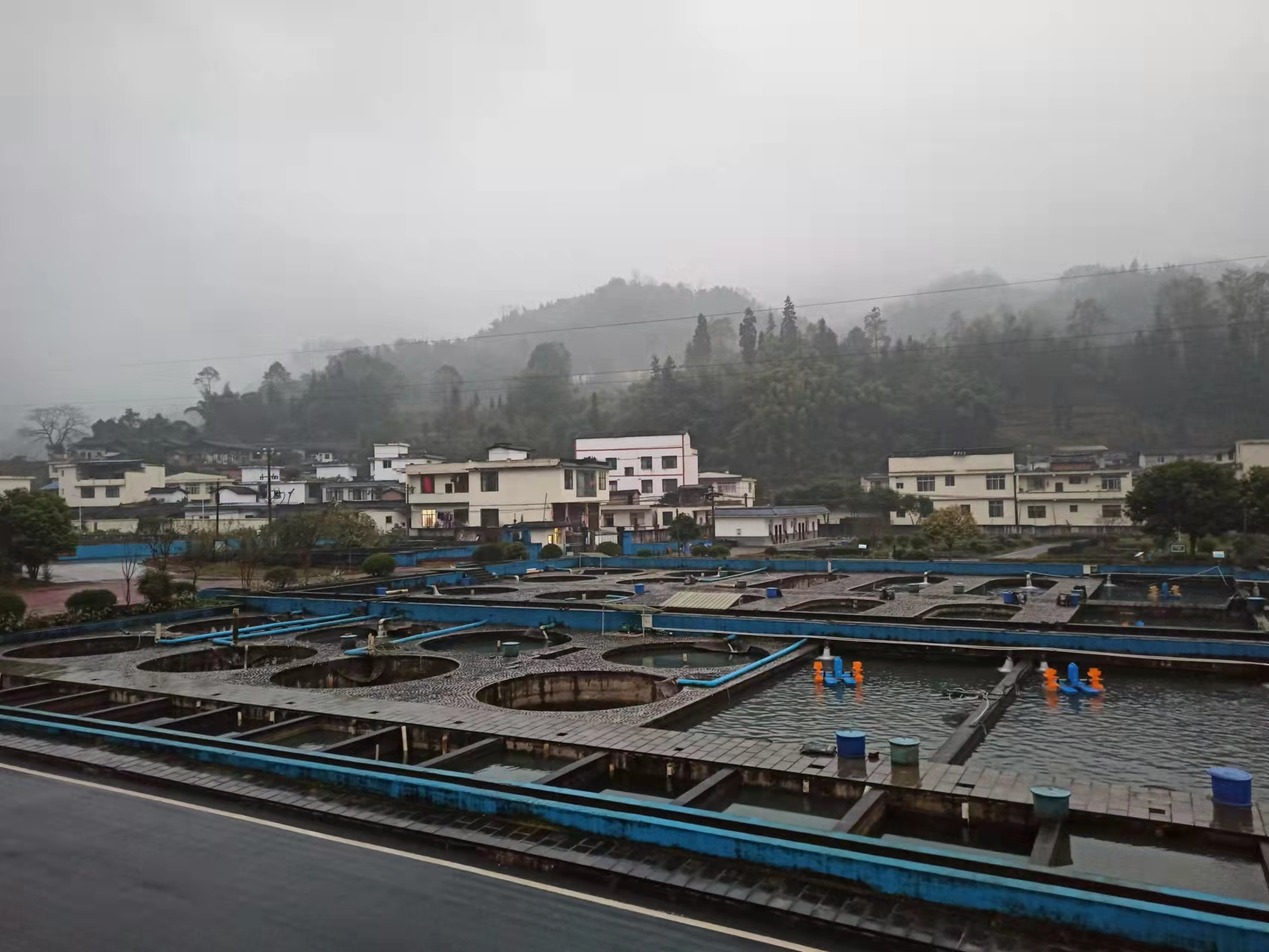
One of sturgeon farms in Sichuan province

Plusieurs fermes d'esturgeons sont construites sur le bord oriental du Plateau Tibétain, dans la province du Sichuan, où le taux de couverture forestière atteint 70%, avec des ressources en eau abondantes de bonne qualité, une température de l'eau de 4 à 23 ℃ toute l'année, offrant des conditions de haute qualité pour le croissance de l'esturgeon.
Le sexe peut être déterminé par échographie après une moyenne de trois ans d'élevage, les espèces diffèrent. Pendant cette période, les esturgeons mâles et femelles sont élevés et, après détermination du sexe, les mâles sont récoltés. Pour récolter le caviar, les poissons femelles sont surveillés par ultrasons pour déterminer s'ils sont prêts à frayer et si les œufs sont prêts à être récoltés. Les femelles qui sont proches de la récolte sont purgées dans des réservoirs séparés avec de l'eau fraîche et plus froide et retirées de la nourriture pendant quatre à six semaines.
Les esturgeons matures sont transportés dans des camions remplis d'eau depuis les fermes jusqu'à une installation de transformation à Ya'an, où leur sac d'œufs est retiré et roulé à la main sur des grilles métalliques pour séparer les œufs. Ensuite, les œufs seront rincés, cueillis, calibrés et légèrement salés, puis égouttés et placés dans des boîtes de différentes tailles. L'ensemble du processus est en moins de 15 minutes. Le reste du poisson est congelé ou fumé et exporté principalement vers la Russie et le Kirghizistan.

## Espèce
Il y a 5 espèces différentes d'esturgeons élevées dans les fermes:

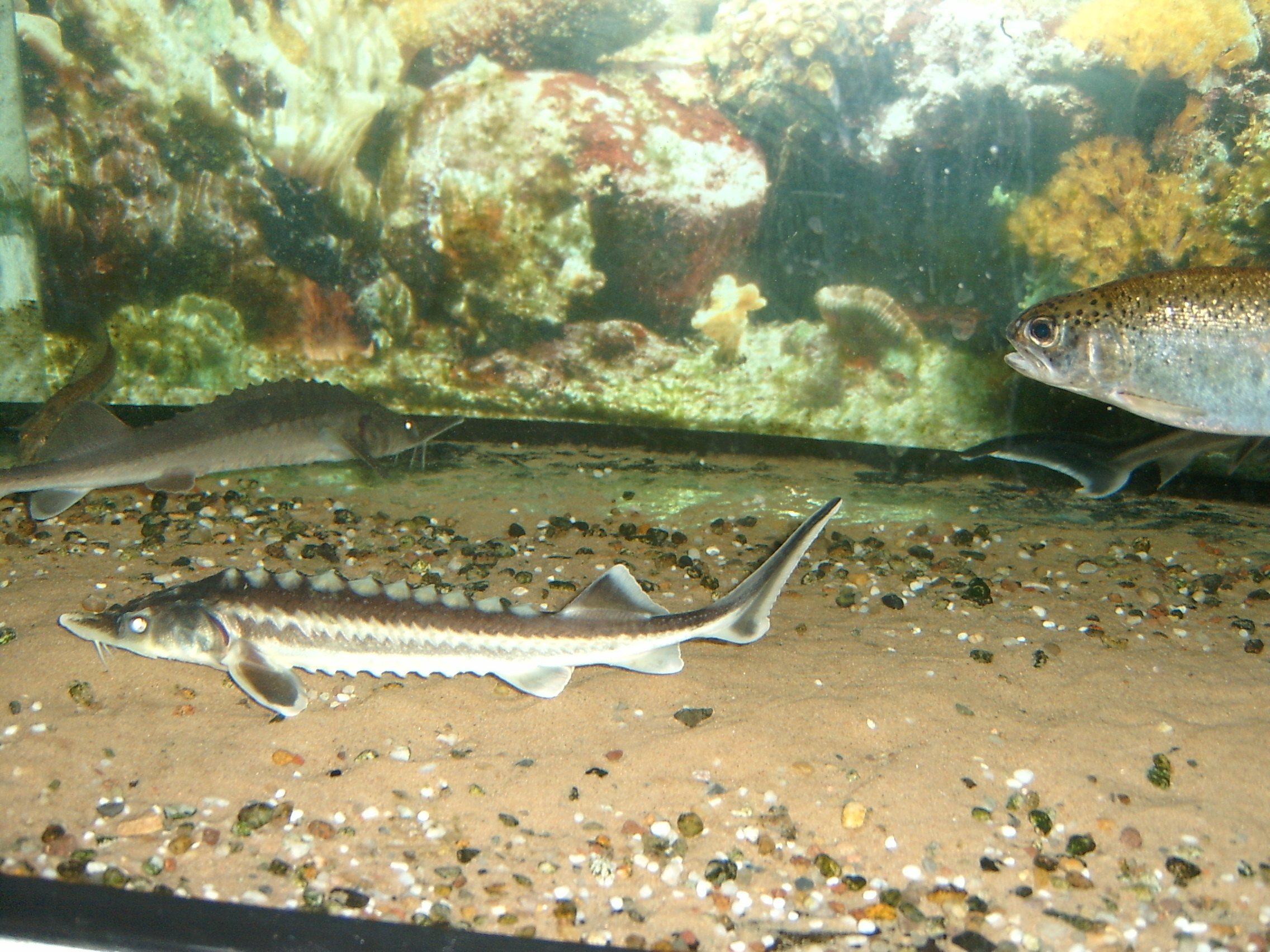
Waxdick (Acipenser gueldenstaedtii)

- Osciètre caviar de Acipenser Gueldenstaedtii;
  - On l'appelle aussi Esturgeon du Danube en Europe
- Caviar hybride de Acipenser SCH*DAU;
  - Un hybride d'esturgeon Kaluga/Amour (Huso dauricus x acipenser schrenckii)
- Caviar sibérien de Acipenser baerii;
- Amur de Acipenser schrenckii ;
- Le Kaluga caviar de Huso dauricus ;
  - Souvent appelé River Beluga

## Accueil
Le caviar Frosista est largement reconnu dans plus de 30 pays/régions, a également commencé à gagner en popularité en Chine.